# 小櫃裕太郎
小櫃 裕太郎（こびつ ゆうたろう、2000年6月26日 - ）は、朝日放送テレビのアナウンサー。

## 経歴
東京都北区出身。
成蹊大学を卒業後、2023年4月付で朝日放送テレビに入社。佐伯アナウンススクールに通い、技術を磨く。テレビ静岡にも内定し、内定者研修を受けていたが、その後、朝日放送テレビに合格。テレビ静岡の内定を辞退した。同期入社は大仁田美咲。育成担当アナウンサーは武田和歌子。
7月5日に同局の早朝番組「おはよう朝日です」で初鳴きを果たした。

## 人物
高校2年の時に、LDH主催オーディション「VOCAL BATTLE AUDITION 5」にて、約3万人が参加した1次審査を通過し、144人まで残った経験がある。
趣味は靴磨き、地図アプリで世界遺産巡り、筋トレ、生ハム作り。関西のテレビ局に勤務しているが、東京出身ということもあり、読売ジャイアンツのファンである。
特技はディズニー映画『アラジン』のワンシーンを、主人公になりきってそれっぽく歌えること。
目標はTBSテレビの安住紳一郎であると、初お披露目の際に語っている。